# خفاش نعل اسبی کوهستان
خفاش نعل اسبی کوهستان (نام علمی: Rhinolophus blasii) نام یک گونه از تیره خفاش نعل‌بینی است. این گونه در مناطقی از مدیترانه، خاورمیانه مانند ایران و شمال آفریقا یافت می‌شود.